# آلباتروس ال۶۹
آلباتروس ال۶۹ (به انگلیسی: Albatros_L_69) یک هواگرد از نوع Racer ساخت شرکت آلباتروس فلوکتسایک‌ورک در آلمان است. هواگرد آلباتروس ال۶۹ نخستین پروازش را در ۱۹۲۵ میلادی انجام داد. در مجموع، تعداد ۴ فروند از این هواگرد ساخته شده‌است.
طراح این هواگرد، R. Schubert مهندس آلمانی بود.